# Curtara interspersa
Curtara interspersa är en insektsart som beskrevs av Carl Stål 1854. Curtara interspersa ingår i släktet Curtara och familjen dvärgstritar. Inga underarter finns listade i Catalogue of Life.